# Bryophryne nubilosus
Bryophryne nubilosus är en groddjursart som beskrevs av Lehr och Alessandro Catenazzi 2008. Bryophryne nubilosus ingår i släktet Bryophryne och familjen Strabomantidae. Inga underarter finns listade.